# Lydia Mancinelli
Lydia Mancinelli (Roma, 10 agosto 1936) è un'attrice italiana, ricordata soprattutto per il lungo sodalizio artistico e affettivo con Carmelo Bene.

## Biografia
Partecipò a tutti i lungometraggi di Carmelo Bene (escluso Capricci) Nostra Signora dei Turchi, Don Giovanni, Salomè e Un Amleto di meno. Il suo esordio fu a teatro con La storia di Sawney Bean del 1964.

Lydia Mancinelli nelle vesti di Santa Margherita in Nostra Signora dei Turchi (1968)

Era da poco che conosceva Carmelo Bene a cui si era legata sentimentalmente, ma evitava di farla partecipare in ruoli negativi o grotteschi e comunque non la faceva "mai morire in scena", proprio perché la considerava una donna troppo solare e intelligente ma non abbastanza "stupida" (non nel senso comune del termine), per essere proposta in altri ruoli. Infatti Lydia Mancinelli la vediamo sempre in ruoli impeccabili, lirici, con un certo contegno, come Santa Margherita in Nostra Signora dei Turchi, il fantasma di Astarte nel Manfred, e altri. Non la troviamo per esempio nell'Otello, dato che Desdemona come personaggio, secondo Bene, non le si addiceva. Lydia Mancinelli non era soltanto attrice ma anche autista e manager di Carmelo Bene; si assumeva inoltre di persona il disbrigo delle pratiche legali. Lo stesso Bene nella sua Vita nel ricordarla non fa che elogiarla per le sue doti che vanno ben al di là della semplice e stucchevole donna-amante "per amor dell'arte", confidando poi che se non fosse stato per lei certamente avrebbe con molta probabilità abbandonato definitivamente il teatro. In Sono apparso alla Madonna, Bene dedica a Lydia Mancinelli un'intera sezione: Incomprensione. Il loro rapporto sentimentale e al contempo artistico durò per più di 15 anni.

## Filmografia

### Cinema
- Hermitage, regia di Carmelo Bene (1968)
- Nostra Signora dei Turchi, regia di Carmelo Bene (1968)
- Don Giovanni, regia di Carmelo Bene (1970)
- Salomè, regia di Carmelo Bene (1972)
- S.P.Q.R., regia di Volker Koch (1972)
- Ventriloquio, regia di Carmelo Bene (1973)
- Un Amleto di meno, regia di Carmelo Bene (1973)
- Riccardo III, regia di Carmelo Bene (1977)
- Il mostro di Firenze, regia di Cesare Ferrario (1986)
- Rimini Rimini, regia di Sergio Corbucci (1986)
- Adius, Piero Ciampi e altre storie, regia di Ezio Alovisi (2008)

### Televisione
- La governante, regia di Giorgio Albertazzi – miniserie TV (1978)
- Amleto di Carmelo Bene (da Shakespeare a Laforgue) – film TV (1978)
- Riccardo III (da Shakespeare) secondo Carmelo Bene – film TV (1981)
- Ivanov – film TV (1981)

## Teatro
- La storia di Sawney Bean e nella Manon (1964)
- in Faust o Margherita, in Il Rosa e il Nero e nella prima edizione di Nostra Signora dei Turchi (1966)
- nella seconda edizione dell'Amleto o le conseguenze della pietà filiale e in Salvatore Giuliano, vita di una rosa rossa (1967)
- nell'Arden of Feversham e nel Don Chisciotte (1968)
- La cena delle beffe, nella terza edizione dell'Amleto e in S.A.D.E. ovvero libertinaggio e decadenza del complesso bandistico della Gendarmeria salentina (1974)
- in Romeo e Giulietta (1976)
- nel Riccardo III (1977)
- nel Manfred (1978)
- nella terza edizione di Pinocchio, storia di un burattino (1981)
- nella quarta edizione di Pinocchio, ovvero lo spettacolo della Provvidenza (1998)